# Niko Kappe

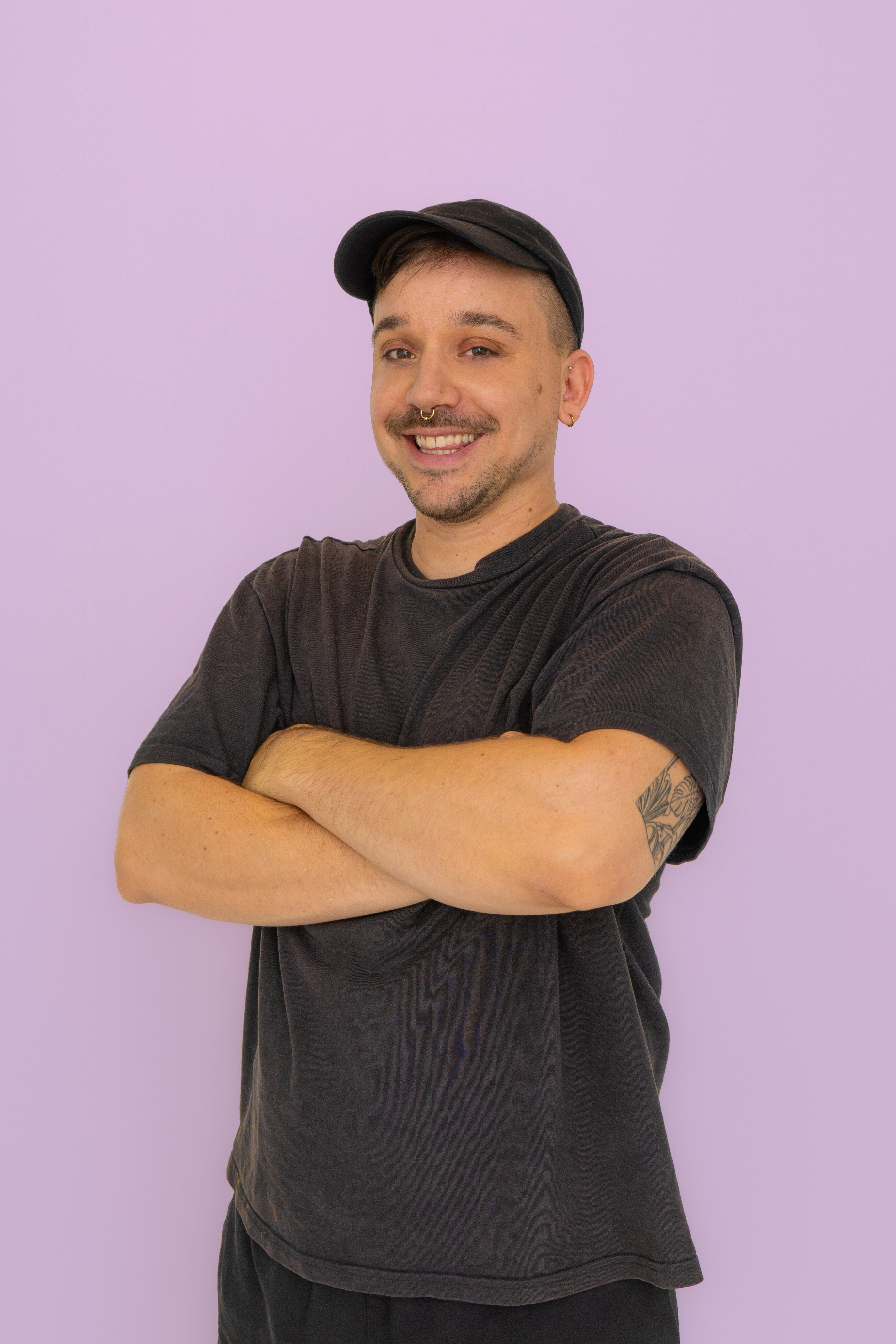
Niko Kappe (2023), Foto: Lewis Jones.

Niko Kappe (* 1. April 1985 in West-Berlin, auch bekannt als Nikothec und Niko the Cap, bürgerlich Nikolas Kappe) ist ein deutscher Lehrer, Journalist, Autor, Moderator, Webvideoproduzent und Influencer.

## Leben
Nach einer Ausbildung zum staatlich anerkannten Erzieher studierte Kappe ab 2008 Grundschulpädagogik, Geschichte und Musisch-ästhetische Erziehung an der Freien Universität Berlin und an der Universität der Künste.

## Tätigkeit
Vor seiner Tätigkeit als Lehrer arbeitete Kappe im Jüdischen Museum Berlin, beim Berliner Tagesspiegel, im Digitalstudio der UFA sowie für We Are Era. Hier setzte er unter anderem Webvideoformate für die Bundeszentrale für politische Bildung, die Robert-Bosch-Stiftung oder den WWF um.
Kappe ist Lehrer an einer Schule in Berlin-Mitte und setzt sich öffentlich für die Nutzung digitaler Ressourcen im Unterricht ein. Er ist ehrenamtlicher Coach und Pate beim Projekt Digital School Story (DSS) und berät regelmäßig Studierende der Hochschule der Medien Stuttgart im Bereich Storytelling und Kurzvideo-Produktion.

## Medienpräsenz
Seit 2019 veröffentlicht Niko Kappe unter dem Pseudonym Nikothec Videos auf dem sozialen Netzwerk TikTok. Nach sechs Monaten erreichte Kappe dort bereits 420.000 Follower, im Mai 2023 mehr als 960.000 Follower. Zudem betreibt er Kanäle auf YouTube, Instagram und Snapchat.
Als Erster brachte Kappe edukative sowie politische Inhalte auf die Plattform. Besondere Beachtung fanden seine Videos und Livestreams mit Mitglieder der Bundesregierung. So nahm Kappe bereits gemeinsame Videos mit Bundeskanzler Olaf Scholz auf, bevor dieser selbst auf Tiktok aktiv wurde. In seinen Livestreams interviewte er die damalige Bundesfamilienministerin Franziska Giffey, den damaligen Bundesgesundheitsminister Jens Spahn sowie Christian Lindner. Vor der Bundestagswahl 2025 veröffentlichte er Videos mit Robert Habeck, Jan van Aken und Phillip Amthor und befragte diese zu unterschiedlichen Wahlkampfthemen.

### Positionen
Kappe tritt in verschiedenen Medien als Experte für (digitale) Bildung, pädagogischen Umgang mit Social Media sowie zielgruppengerechtes Onlinemarketing in Erscheinung. In der Tagesschau positionierte sich Kappe nach der Europawahl 2024 als Befürworter des Wahlrechts ab 16 Jahren und kritisierte u. a. die unzureichenden Angebote an junge Wähler durch die meisten Parteien. Er wies darauf hin, dass allein durch Tiktok-Videos keine Wahlen gewonnen werden, sondern auch jungen Wählern Inhalte und Angebote wichtig sind. Auf 3sat kritisierte Kappe die Politik, die durch jahrzehntelange Sparmaßnahmen im Bildungssystem verantwortlich für mangelnde Medienkompetenz in der Bevölkerung sei.
Im ARD-Talkformat Politik & wir sprach sich Kappe gegen ein generelles Tiktok-Verbot aus, kritisierte jedoch den mangelnden Jugendschutz auf vielen Social-Media-Plattformen. Als Lösungsvorschlag regte er die Einrichtung besonders geschützter und kuratierter Bereiche für Kinder und Jugendliche innerhalb der Plattformen an. Im Spiegel kritisierte Kappe die Möglichkeit, Geldgeschenke in Livestreams an Influencer senden zu können.
Gegenüber dem Deutschlandfunk benannte Kappe politische Fehlentscheidungen als Grund für das dauerhaft schlechte Abschneiden deutscher Schüler in der PISA-Studie. Er fordert einen bildungspolitischen Neuanfang, kleinere Lerngruppen, bessere Ausstattung für Schulen und deutliche Entlastung für Lehrpersonal. Gegenüber dem MDR vertrat er die Position, dass Lehrkräfte nicht unbedingt verbeamtet sein müssen.

## Veröffentlichungen
Niko Kappe: Generation Tiktok - Keine Angst vor Social Media und KI. Goldegg Verlag, Wien/Berlin 2025, ISBN 978-3-99060-477-9.

## Auszeichnungen
- Politikaward
  - 2016: 1 Preis, Kategorie Medienformate, Newsformate „TenseInforms“ und „BrainFed“[19]
  - 2024: 1. Preis, Gesellschaftliche Kampagne des Jahres, als Teil der Kampagne #DasIstGewalt, im Auftrag der Senatsverwaltung für Arbeit, Soziales, Gleichstellung, Integration, Vielfalt und Antidiskriminierung

- Deutscher Wirtschaftsfilmpreis
  - 2019: 1. Preis, Kategorie Jurypreis[20]

- Eyes and Ears Award
  - 2019: 1. Preis, Kategorie Bestes Influencer Marketing[21]

- Fast Forward Science Award
  - 2019: 2. Preis, Kategorie Scitainment[22]

## Trivia
- Im Musikvideo „Instinkt“, von Rapper Prinz Pi, spielt Niko Kappe einen korrupten Politiker.[23]
- Als Schüler trug Niko Kappe Anzüge des Entertainers Hans Rosenthal, da diese von Rosenthals Witwe an die Theater-AG seiner Schule gestiftet wurden.[24]
- Ebenfalls als Schüler verklagte Niko Kappe das Land Berlin vor dem Verwaltungsgericht, da er als Berufsoberschüler gegenüber Gymnasiasten institutionell in der Notenberechnung benachteiligt wurde. Infolgedessen änderte das Land die Prüfungsordnung für Berufsoberschulen.[25]

## Belege
1. ↑  Moderne Erklärvideos für Schüler - Mein Lehrer ist Influencer. In: sueddeutsche.de. Abgerufen am 15. Juni 2022.
2. ↑  Projekt für Schüler: Wenn der Unterrichtsstoff ein Tiktok-Video wird. In: tagesspiegel.de. Abgerufen am 26. Juni 2022.
3. ↑  Wie steht es um die Digitalisierung in der Schule, Niko The C? In: blog.jugendherberge.de. Abgerufen am 15. Oktober 2022.
4. ↑  DSS: NikoTheC. In: DigitalSchoolStory. 19. Oktober 2021, abgerufen am 2. August 2024 (deutsch).
5. ↑  TikToker NikotheC trifft Franziska Giffey: Influencer Marketing mit der Bundesregierung. In: onlinemarketing.de. Abgerufen am 26. Juni 2022.
6. ↑  Tiktok Star im Klassenzimmer: Niko Kappe zwischen Mathe und Social Media. In: suedkurier.de. Abgerufen am 26. Mai 2023.
7. ↑  Kommt ein Tiktok-Verbot? Mit Niko Kappe (nikothec). In: Pro7: Galileo, Episode 249, 14.09.2020. Abgerufen am 16. Oktober 2022.
8. ↑  TikTok - Die Lehrerinnen und das K-Wort. In: Die Zeit, Nr. 29; 6. Juli 2023 / zeit.de. Abgerufen am 11. August 2023.
9. ↑  TikTok Live mit Niko Kappe. In: Instagram.com/jensspahn. Abgerufen am 26. Juni 2022.
10. ↑  Content: Nikothec enthüllt seine Tiktok-Tricks. In: NDR, Zapp das Medienmagazin. Abgerufen am 15. Juni 2022.
11. ↑  Mit Tiktok in die Köpfe der Jugend. In: faz.net. Abgerufen am 12. April 2022.
12. ↑  Junge Wähler: "Wahlen werden nicht durch TikTok-Videos gewonnen". Abgerufen am 2. August 2024.
13. ↑  3sat Kulturzeit: Niko Kappe über junge Wähler. 13. Juni 2024, abgerufen am 2. August 2024.
14. ↑  Soll TikTok verboten werden? | Polit-Talk mit nikothec und Armin Eagle | Politik & wir. In: ARD/RBB. Abgerufen am 20. April 2024 (deutsch).
15. ↑  TikToks bizarres Geschäft mit Geschenken. In: spiegel.de. Abgerufen am 16. Oktober 2022.
16. ↑  Niko Kappe zum PISA-Schock. In: Deutschlandfunk. Abgerufen am 20. April 2024.
17. ↑  mdr.de: Können wir uns Beamte noch leisten? | MDR.DE. Abgerufen am 20. April 2024.
18. ↑  Nikolas Kappe: Generation TikTok - Keine Angst vor Social media und KI. In: https://www.goldegg-verlag.com/titel/generation-tiktok/. 2025, abgerufen am 27. Februar 2025.
19. ↑  Gewinnerliste 2016 | Politikaward. 26. Oktober 2016, abgerufen am 8. Mai 2024 (deutsch).
20. ↑  Deutscher Wirtschaftsfilmpreis - Videos der Preisträger 2019. In: Bundesministerium für Wirtschaft und Klimaschutz. Abgerufen am 26. Juni 2022.
21. ↑  21. Internationale Eyes & Ears Awards. Abgerufen am 23. Mai 2022.
22. ↑  2.Platz beim #FastForwardScience Award. Abgerufen am 23. Mai 2022.
23. ↑  Musikvideo Instinkt. Prinz Pi, 2006. Abgerufen am 28. August 2023.
24. ↑  "Brecht-Einakter bunt interpretiert von Schülern". In: Berliner Morgenpost, 8. November 1998.
25. ↑  Absolventen wollen gerechte Noten. In: taz.de. Abgerufen am 8. August 2023.

| Personendaten    | Personendaten                                                  |
| ---------------- | -------------------------------------------------------------- |
| NAME             | Kappe, Niko                                                    |
| ALTERNATIVNAMEN  | Kappe, Nikolas; Nikothec; Niko the Cap                         |
| KURZBESCHREIBUNG | deutscher Lehrer, Journalist, Webvideoproduzent und Influencer |
| GEBURTSDATUM     | 1. April 1985                                                  |
| GEBURTSORT       | Berlin                                                         |